# Pierre Joseph Boyenval
Pierre Joseph Boyenval guillotiné à Paris le 7 mai 1795.
Sous l'Ancien Régime, Pierre Joseph Boyenval exerçait la profession de tailleur à Paris.
Sous la Révolution, il devint un soldat insignifiant. Il espionna pour les comités à la Prison du Luxembourg. En 1794, il participa à la Conspiration des prisons. Après la chute de Maximilien de Robespierre, le 9 thermidor an II (27 juillet 1794), il comparut devant le Tribunal révolutionnaire accompagné de Fouquier-Tinville. Sur l'acte d'accusation concernant Pierre Joseph Boyenval était écrit : «Fouquier comptait sur lui plus particulièrement que sur les autres. Il le faisait entrer mystérieusement dans son cabinet avant l'audience et lui commandait de déposer comme il savait». Il fut condamné à mort et guillotiné le 18 floréal an III (7 mai 1795) en même temps que l'accusateur public Fouquier-Tinville ainsi que seize autres coaccusés.

## Sources
- Révolution française de Jules Michelet